# チクロピジン
チクロピジン（Ticlopidine）は、チエノピリジン系の抗血小板剤である。日本や台湾においては、医薬品としての商品名としてパナルジンとも呼ばれている。英語圏での商品名はTiclidである。体内で代謝を受けてはじめて薬効を発揮するプロドラッグであり、肝臓で代謝されたのち血小板膜上のアデノシン二リン酸（ADP）受容体であるP2Y12受容体を阻害する。

## 概要
抗血小板薬としては、チクロピジンと後継薬であるクロピドグレルとともに、アスピリンの次に広く使用されている。チクロピジンそのものには薬効はないため、肝臓で代謝を受ける前は効果を発揮できず、代謝されてはじめて薬効を発揮できるプロドラッグと呼ばれる種類の医薬品の一つである。このため活性を持った状態の物質の分離がむずかしく、作用メカニズムは長い間不明であった。2001年ごろになってから、血小板の細胞膜上に存在するアデノシン二リン酸（ADP）受容体であるP2Y12受容体が同定され、さらに、薬効を持つ活性単体が単離されるに至り、ようやく作用メカニズムが明らかになった。
副作用として、肝機能障害、血栓性血小板減少性紫斑病、汎血球減少症などの重篤な副作用がまれに合併するため、有効性が同等で安全性に優れているとされるクロピドグレルに置き換わる傾向にある。

## 有用性
同じ抗血小板薬として主に使用されているアスピリンと効果を比較するために、複数の大規模臨床試験をまとめた解析結果（メタアナリシス）が1994年と2002年に発表されている。いずれのメタアナリシスでも、アスピリンとの比較において心血管疾患抑制効果が検討されており、その結果チクロピジンの抗血栓効果はアスピリンを上回る可能性が示唆されているが、統計学的有意差を示すには至っていない。これらのメタアナリシスでは、むしろアスピリンとの併用療法がきわめて有効であることを示している。
ただし、重篤な副作用が複数知られているため、安全性に優れているとされるクロピドグレルに置き換わる傾向にある。日本においてはクロピドグレルはこれらの研究の後である2006年に承認されているが、併用療法の有効性はクロピドグレルでも同様に確認されている。

## 効果・効能
日本においては、以下の効果・効能によって承認されている。
- 血管手術および血液体外循環に伴う血栓・塞栓の治療ならびに血流障害の改善
- 慢性動脈閉塞症に伴う潰瘍、疼痛および冷感などの阻血性諸症状の改善
- 虚血性脳血管障害（一過性脳虚血発作（TIA）、脳梗塞）に伴う血栓・塞栓の治療
- クモ膜下出血術後の脳血管攣縮に伴う血流障害の改善

以上の効果・効能は、プラセボあるいは既存薬であるアスピリンとの二重盲検比較試験において立証されている。
ただし、血友病、消化管潰瘍、尿路出血等によって出血している患者は止血が困難になることが予想されるため、重篤な肝障害のある患者は肝障害がさらに悪化するおそれがあるため、それぞれ禁忌とされる。そのほか、白血球減少症の患者には、本剤の副作用として白血球減少症が報告されているため禁忌である。

## 作用
血小板機能亢進のある患者への経口投与して用いる。これによって、ADP、コラーゲンあるいはアドレナリンによって血小板が活性化することを防ぎ、血小板の凝集あるいは粘着を抑制する。血小板凝集能の低下は投与24時間後には発現し、その作用は継続して投与することによって効果が弱まることなく維持される。投与中止後は凝集亢進現象などの逆作を示すことなく投与前の状態まで徐々に回復していき、4～10日は作用が持続する。また、チクロピジンの抗血小板作用は、P2Y12ADP受容体を非可逆的に阻害するため、その作用が消失するまでには、血小板の寿命と同じ期間である8～10日間かかると考えられている。

### メカニズム
チクロピジンの作用先である血小板は、トロンビンやアデノシン二リン酸（ADP）などの生理的活性物質によって、それぞれ特異的な血小板細胞内信号伝達の経路を介して活性化される。血小板には細胞膜上にADP受容体が存在しており、血小板におけるADPによる細胞内信号伝達経路は、このADP受容体を介して行われる。ADPの受容体はP2受容体と総称され、このうち血小板には3種類が存在すると考えられている。これはそれぞれP2X1、P2Y1、P2Y12とよばれている。チクロピジンはこのうちP2Y12ADP受容体を選択的かつ不可逆的に阻害するようにはたらく。これにより、アデニル酸シクラーゼが活性化されて血小板内のcAMPが増加し、血小板が凝集される。ただし、チクロピジン自身が直接作用できるわけではなく、体内に入り肝臓で代謝を受けることによってはじめて薬効を発揮できる（プロドラッグ）。また、直接ADPが関係していないP2Y12ADP受容体の役割の可能性が示唆されており、メカニズムの解明が進めば未知の薬効が明らかになる可能性が指摘されている。
この作用機序は同様の効果を持つとされるクロピドグレルにおいても同じである。

## 副作用
日本における承認の後の6年間に行われた調査によると、副作用は全体の6.8%の症例でみられ、そのうち主な副作用は鼻出血(0.4%)、皮下出血(0.4%)等の出血傾向、食欲不振(0.3%)、胃不快感(0.3%)、嘔気(0.3%)等の消化器症状、肝酵素であるアラニンアミノ基転移酵素(ALT)の上昇(0.4%)、アスパラギン酸アミノ基転移酵素(AST)上昇(0.3%)等の肝機能障害、顆粒球減少は0.1%、黄疸は0.1%でみられた。
チクロピジンは強力な抗血栓作用を有する有用な薬物だが、強力であるため逆に致命的な副作用を生じる可能性もある。重篤な副作用としては、肝機能障害、血栓性血小板減少性紫斑病（TTP）、汎血球減少症のおもに3つが挙げられる。いずれも免疫学的メカニズムによって発症すると考えられているが、発症メカニズムの詳細は不明である。これら副作用による死亡例も報告されている。これらの状況を受け、1999年と2002年には厚生労働省から緊急安全性情報による警告が出されており、「治療開始後2カ月間は、2週間ごとに白血球算定と肝機能検査を行い、原則として1回2週間分までの投与とする」などの制限を設けている。

重篤な副作用のひとつ、血栓性血小板減少性紫斑病（TTP）においては、血小板数が激減する症例もあるが、TTPにおいては血小板輸血は禁忌であるため注意が必要である。

## 薬物動態学
ヒトにおいて、チクロピジン500mgを単回経口投与した場合の血清中濃度は、投与後約2時間後にピークを迎え、その値は約1.95µg/mLである。血中半減期は約1.6時間である。細粒剤と錠剤では若干の差があるものの、ほとんど同じ経過をたどる。体外排出においては、チクロピジンの主要代謝物であるo-クロル馬尿酸が2～4時間後において最も多く排泄され、尿中排泄率は投与後24時間までで投与量の4.1mol%となった。また、未変化体の尿中排泄は、投与量の0.01～0.02%ときわめて少ない。
ラットにおいて放射性同位体14Cでマークしたチクロピジンを経口投与した検査においては、放射能濃度は大部分の臓器において投与後1時間に最高値を示し、消化管・肝臓・腎臓の順に高くなった。時間的推移は血中濃度とほぼ同様の傾向にあり、連続して投与することによる各臓器への蓄積は認められていない。